# 佐倉市立上志津中学校
佐倉市立上志津中学校（さくらしりつ かみしづちゅうがっこう）は、千葉県佐倉市上志津にある公立中学校。

## 沿革
- 1973年 - 佐倉市立志津中学校の分離校として開校
  - 志津中学校より2年生134名が転入(学区内の3年生はそのまま志津中学校へ通学)
  - 佐倉市立大志中学校として開校する予定であったが、学習塾の名称に類似していたことから、(仮称)佐倉市立上志津中学校の仮称を取った形での開校。
- 1988年 - 佐倉市立西志津中学校が分離開校。
  - 当時の学区のうち、上志津1区、上志津4区の一部(現在の西志津1丁目から西志津8丁目)が西志津中学校の学区になる。

## 主な行事
- 4月
  - 1学期始業式
  - 着任式
  - 入学式
  - 新入生歓迎会
- 5月
  - 生徒総会
  - 修学旅行
- 6月
  - 自然教室
  - 御輿集会
- 7月
  - 1学期終業式
- 8月
  - てづくりキャンプ
- 9月
  - 2学期始業式
  - 体育祭
- 10月
  - 生徒会役員選挙
  - 音楽発表会
- 11月
  - ほのぼのランチ
- 12月
  - 2学期終業式
- 1月
  - 3学期始業式
  - 1年職業人に学ぶ
- 3月
  - 予餞会
  - 卒業式
  - 修了式
  - 離任式

## 所在地
千葉県佐倉市上志津866

## 交通
- 京成本線 志津駅よりバスで「南中野」下車、徒歩約5分